# Гіллс-енд-Дейлс (Огайо)
Гіллс-енд-Дейлс (англ. Hills and Dales) — селище (англ. village) в США, в окрузі Старк штату Огайо. Населення — 250 осіб (2020).

## Географія
Гіллс-енд-Дейлс розташований за координатами 40°49′44″ пн. ш. 81°26′38″ зх. д. / 40.82889° пн. ш. 81.44389° зх. д. (40.828935, -81.443952).  За даними Бюро перепису населення США в 2010 році селище мало площу 0,84 км², уся площа — суходіл.

## Демографія
Згідно з переписом 2010 року, у селищі мешкала 221 особа в 97 домогосподарствах у складі 67 родин. Густота населення становила 264 особи/км².  Було 113 помешкання (135/км²).
Расовий склад населення:
| - 92,8 % — білих - 6,3 % — азіатів |

До двох чи більше рас належало 0,9 %. Частка іспаномовних становила 2,7 % від усіх жителів.
За віковим діапазоном населення розподілялося таким чином: 16,7 % — особи молодші 18 років, 52,5 % — особи у віці 18—64 років, 30,8 % — особи у віці 65 років та старші. Медіана віку мешканця становила 56,4 року. На 100 осіб жіночої статі у селищі припадало 108,5 чоловіків;  на 100 жінок у віці від 18 років та старших — 95,7 чоловіків також старших 18 років.
Середній дохід на одне домашнє господарство  становив 218 622 долари США (медіана — 169 500), а середній дохід на одну сім'ю — 242 538 доларів (медіана — 183 750). За межею бідності перебувало 0,7 % осіб, у тому числі 0,0 % дітей у віці до 18 років та 0,0 % осіб у віці 65 років та старших.
Цивільне працевлаштоване населення становило 113 особи. Основні галузі зайнятості: освіта, охорона здоров'я та соціальна допомога — 24,8 %, науковці, спеціалісти, менеджери — 15,9 %, виробництво — 9,7 %, будівництво — 9,7 %.